# Pimelia frigida
Pimelia frigida là một loài bọ cánh cứng trong họ Tenebrionidae. Loài này được Escalera miêu tả khoa học năm 1914.